# Espaço afim

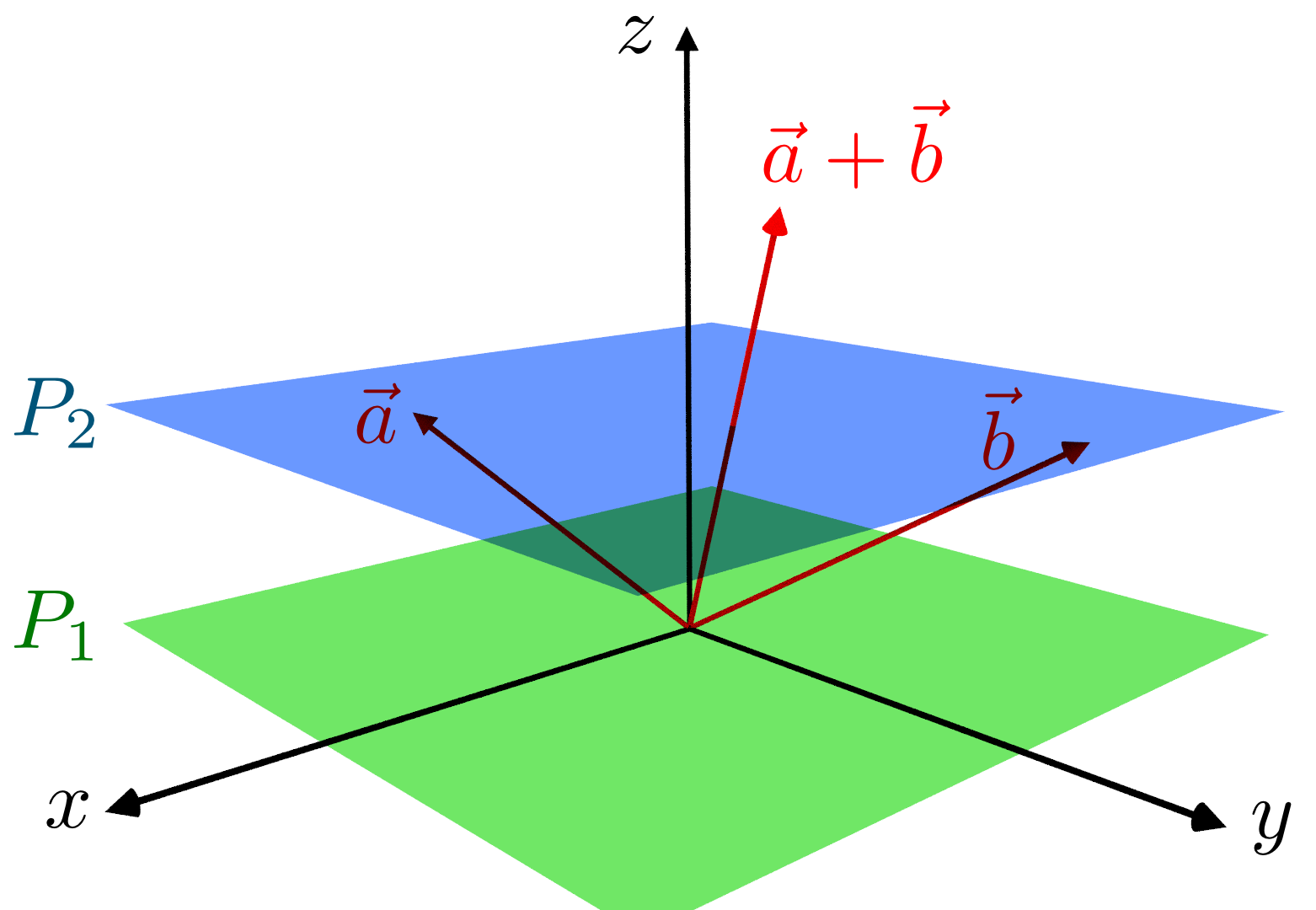
Uma ilustração sobre espaço afim.

Em geometria, espaço afim é o espaço estudado pela geometria afim. É uma estrutura geométrica que generaliza as propriedades da geometria afim de um espaço euclidiano. Pode ser pensado informalmente como um espaço vetorial onde se esqueceu que ponto é a origem. Em um espaço afim, pode-se subtrair pontos para obter vetores, ou adicionar um vetor para um ponto para obter um outro ponto, mas não se pode adicionar pontos. Em particular, não há como distinguir que ponto serve como origem.
Sendo dado um espaço vetorial {\displaystyle \mathbf {V} } de dimensao finita n sobre um corpo {\displaystyle \mathbf {K} } dos números reais R, se chama espaço afim de direção {\displaystyle \mathbf {V} } um conjunto {\displaystyle \mathbf {E} }  dotado de uma aplicação {\displaystyle \varphi :\mathbf {E} \times \mathbf {E} \to \mathbf {V} \,} verificando as duas seguintes condições:
- (A1)  {\displaystyle \forall \ (A,B,C)\in \mathbf {E} ^{3},\ \ \varphi (A,B)+\varphi (B,C)=\varphi (A,C)\,}
- (A2)  {\displaystyle \forall \ A\in \mathbf {E} ,\forall \ {\vec {v}}\in \mathbf {V} ,\exists !\ B\in \mathbf {E} /\ \ \varphi (A,B)={\vec {v}}\,}

Notação : para todo par de pontos {\displaystyle (A,B)\,}, notamos « {\displaystyle {\overrightarrow {AB}}\,} » o vetor {\displaystyle \varphi (A,B)\,}.
Se define a dimensão do espaço afim, {\displaystyle \mathrm {dim} ({\mathcal {E}})} como a dimensão do espaço vetorial {\displaystyle \mathbf {V} }. Se diz além disso que {\displaystyle \mathbf {V} } é o espaço diretor de  {\displaystyle \mathbf {E} }.